# Casper ten Boom
Casper ten Boom (Haarlem, 18 de maio de 1859 - Haia, 9 de março de 1944) foi um cristão reformado holandês que ajudou muitos judeus e resistentes a escapar dos nazistas durante o Holocausto da Segunda Guerra Mundial. Ele é o pai de Betsie e Corrie ten Boom, que também ajudaram os judeus e foram enviados para o campo de concentração de Ravensbrück, onde Betsie morreu. Casper morreu em 9 de março de 1944 em Haia, após nove dias de prisão na prisão de Scheveningen. Em 2008, ele foi reconhecido como Justo entre as Nações pelo Yad Vashem.

## Juventude
Casper ten Boom nasceu em 18 de maio de 1859 em Haarlem, nos Países Baixos. Filho do também relojoeiro Willem ten Boom (Heemstede, 17 de novembro de 1816 - Haarlem, 4 de dezembro de 1891), que começou a “Ten Boom Horlogerie” (relojoaria) na Barteljorisstraat 19, em Haarlem, e de Elisabeth Bel (Beverwijk, 10 de abril de 1831 - Haarlem, 27 de janeiro de 1913). Cresceu numa família protestante que congregava na Igreja Reformada Neerlandesa. Enquanto morava em Amsterdã começou um trabalho para com os pobres chamado “Para a Salvação do Povo”. Posteriormente retornou a Haarlem, onde permaneceu boa parte de sua vida.

## Casamento e família
Conheceu Cornelia Johanna Arnolda Luitingh (comumente conhecida como "Cor"), com quem se casou em 1884, na Escola Bíblica Dominical na Igreja Reformada em Haarlem. Como seu pai, ele morava e trabalhava no mesmo prédio, com a loja no térreo e morando quartos nos dois andares acima. Casper e Cor tiveram cinco filhos, dos quais quatro sobreviveram à fase adulta:
1. Elisabeth “Betsie” ten Boom (19 de agosto de 1885 - 16 de dezembro de 1944), faleceu no campo de concentração de Ravensbruck solteira, sem deixar filhos;
2. Willem (21 de novembro de 1886 - 13 de dezembro de 1946), foi pastor da Igreja Reformada Neerlandesa. Casou-se com Christina van Veen, com quem teve quatro filhos, dentre os quais Christiaan Johannes “Kik” ten Boom foi morto por nazistas em 1945;[6]
3. Hendrik Jan ten Boom (12 de setembro de 1888 - 6 de março de 1889), faleceu antes de completar o primeiro ano de vida;
4. Arnolda Johanna “Nollie” ten Boom (25 de setembro de 1890 - 22 de outubro de 1953), casou-se com Frederik van Woerden, com quem teve seis filhos, dentre os quais somente três sobreviveram à fase adulta;
5. Cornelia Arnolda Johanna “Corrie” ten Boom (15 de abril de 1892 - 15 de abril de 1983), foi missionária e escritora, permaneceu solteira até seu falecimento. Não deixou filhos.

Cor faleceu em 17 de outubro de 1921 após longo padecimento das consequências de derrame. Enquanto Willem e Nollie constituíram família e mudaram-se, Casper morava com suas duas filhas solteiras, Betsie e Corrie, em sua casa e na oficina de relojoaria. Ele e seus filhos família continuaram a pertencer à Igreja Reformada Protestante Holandesa.

## Atuação antinazista na Segunda Guerra Mundial
Os Ten Booms eram cristãos devotos e generosos. De acordo com ”O Refúgio Secreto”, a família, em 1918, acolheu o primeiro de muitos filhos adotivos que iria abrigar ao longo dos anos. Corrie dirigiu cultos religiosos especiais para crianças deficientes por 20 anos. A Igreja Reformada Holandesa "protestou contra a perseguição dos judeus pelos nazistas como uma injustiça para com seus semelhantes e uma afronta à autoridade divina". A família acreditava fortemente que as pessoas eram iguais perante Deus.
Durante a ocupação nazista na Holanda, ele e seus filhos, especialmente Betsie e Corrie, se tornaram ativos no acolhimento de judeus que tentavam escapar dos nazistas em sua casa. Em maio de 1942, uma mulher veio até a casa e pediu ajuda. Ela disse que era judia, que seu marido fora preso vários meses antes e seu filho se escondera. Como as autoridades da ocupação a visitaram, ela estava com medo de voltar para casa. Ela tinha ouvido falar que a família tinha ajudado outros judeus e perguntou se ela poderia ficar com eles, e Casper concordou. Ele disse a ela: "Nesta casa, o povo de Deus é sempre bem-vindo." Quando os nazistas começaram a exigir que todos os judeus usassem a estrela de Davi, ele voluntariamente também usou uma. Seu filho Willem, um ministro da Igreja Reformada Holandesa, também trabalhava em uma casa de repouso não denominacional. Durante a ocupação, ele abrigou muitos judeus para salvá-los dos nazistas.

## Prisão e morte

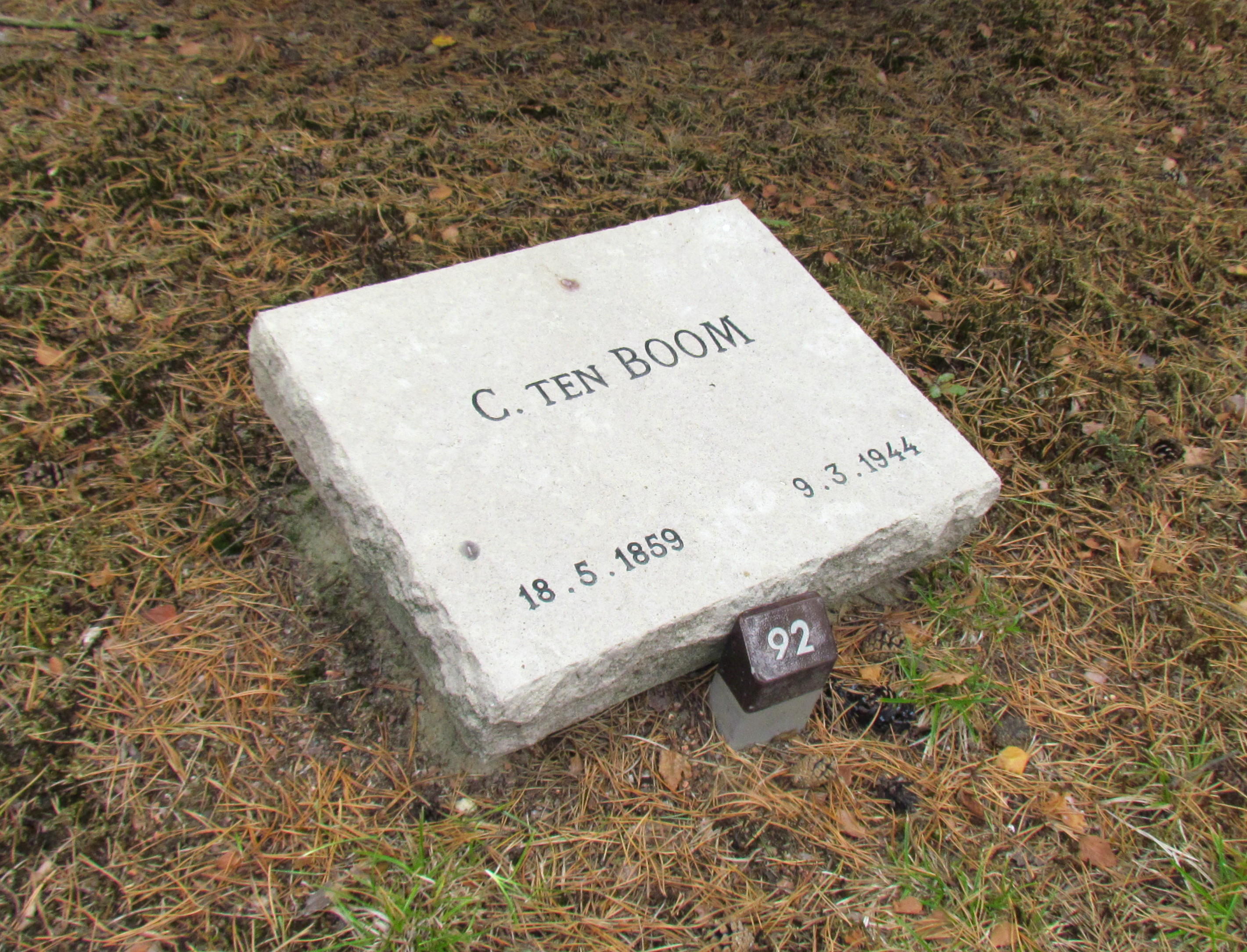
Lápide de Casper ten Boom

Em 28 de fevereiro de 1944, a Gestapo invadiu sua casa e o prendeu, bem como a suas filhas Betsie, Nollie e Corrie, seu filho Willem e seu neto Peter, que estavam reunidos na reunião de oração regularmente realizada por seu filho Willem. A Gestapo prendeu outros apoiadores antinazistas, que visitaram a casa durante o dia, levando um total de cerca de 30 pessoas para a prisão nazista de Scheveningen.
Quando foi interrogado na prisão, a Gestapo disse-lhe que o libertariam por causa da sua idade para que pudesse "morrer na sua própria cama". Ele respondeu: "Se eu for para casa hoje, amanhã abrirei minha porta para quem bater e pedir ajuda". Quando questionado se ele sabia que poderia morrer por ajudar os judeus, ele respondeu: "Eu consideraria isso a maior honra que poderia receber minha família.” Em 9 de março, Casper morreu no Hospital Municipal de Haia, aos 84 anos, após nove dias na prisão de Scheveningen. Ele foi enterrado em um túmulo desconhecido.
Sua filha Betsie morreu em Ravensbrück em dezembro de 1944. Willem contraiu tuberculose espinhal enquanto estava preso por seu trabalho de resistência. Embora tenha sido libertado, ele morreu de tuberculose logo após a guerra. O filho de Willem, Christiaan (comumente conhecido como Kik), foi enviado para o campo de concentração de Bergen Belsen por seu trabalho no subsolo e morreu lá durante a guerra. Corrie foi finalmente libertada de Ravensbruck alguns dias após a morte de Betsie. Casper ten Boom foi enterrado no Cemitério Nacional de Honras em Loenen.

## Honrarias
- O “Museu ten Boom” é fundado na sua residência na Barteljorisstraat 19, Haarlem;
- Em 2008 foi considerado pelo Yad Vashem Justo entre as Nações.